# Могилянка, Мария Амалия
Мария Амалия Могилянка, иногда Мария Могилевна (пол. Maria Amalia Mohylanka; 1570 / 1591 — 10 декабря 1638/1642 / после 1642, или после Варшава) — польская дворянка из молдавского княжеского рода, меценатка, основательница храмов и монастырей.

## Биография
Представительница молдавского рода Могил. Дочь господаря Молдавии (который также получил дворянство Речи Посполитой) Иеремии Могилы (1555—1606) и его жены Елизаветы Чомортань Лозинской (1571—1617). Сестра Раины Могилянки и Анны Могилянки, двоюродная сестра митрополита киевского Петра Могилы.
После смерти Иеремии Могилы в 1606 году его вдова Елизавета всеми силами пыталась сохранить престол Молдавии за сыновьями, братьями Марии. Для оказания военной поддержки привлекла трех своих зятьёв — Стефана Потоцкого, князя Михаила Вишневецкого и князя Самуила Корецкого. Перед молдавским походом 1612 года войска под командованием мужа Стефана Потоцкого (в походе потерпел поражение, попал в плен) из-за угрозы вероятного нападения татар или других врагов на недостроенный замок в Золотом Потоке перевезла семейную казну с более чем 70 тысячами золотых (вместе с сокровищем логофетовой Елены Мавроины (жены галицкого подчашего Ежи Дидинского) — стоимостью около 1 миллиона злотых) из замка в Золотом Потоке в замок в Подгайцах, принадлежавший мужу племянницы Анны, в то время русскому воеводе Станиславу Гольскому (ум. 1612), выступавшему гарантом возвращения клада.
После смерти Станислава Гольского, женатого вторым браком на Анне Потоцкой, новым владельцем замка стал Ян Гольский (ум. 1613) — родной брат Станислава Гольского, отказавшийся отдавать сокровище, как и его жена, а позднее вдова, София Гольская из Замехова (Стадницкая, позже Лянцкоронская и Тышкевич). Это привело к судебным процессам (продолжались почти 30 лет, получили в тогдашней Речи Посполитой значительный резонанс). В частности, Мария в июне 1613 года засвидетельствовала в городском суде Галича, которая отвезла в «склеп» Подгаецкого замка свое имущество и заперла их на забитые колодки.
После возвращения из плена в 1618 году Стефан Потоцкий взял в осаду Подгайцы. Для погашения стоимости пропавшего клада от Софии Гольской к роду Потоцких перешли города Бучач, Чортков, Вербов, 23 села «бучацкого ключа», а также денежная сумма в размере 20 тысяч злотых.
Вместе с сестрой Анной Мария Амалия Могилянка ездила в Вену встречать, сопровождать в пути в эрцгерцогиню Польшу Цецилию Ренату, дочь императора Священной Римской империи Фердинанда II, помолвленную с королем Речи Посполитой Владиславом IV Вазой.

## Меценатство
Вместе с мужем предоставляла средства:
- на строительство города Золотом Потоке, возведение Золото-Потокского замка;
- для перестройки на магнатские резиденции замков в Бучаче, Чорткове, где участвовала в развитии городов;
- предоставляла щедрые фонды Скиту Манявскому, Жизномирскому монастырю неподалеку от Бучача;
- вместе с мужем была основательницей строительства церкви Святого Николая в Бучаче, которой она предоставила икону Богородицы, которая (маловероятно) находится там по сей день;
- на строительство церкви Пресвятой Троицы (не сохранилась, разобрана около 1808 года владельцем Медведевцев Станиславом Пеньчиковским) и монастыря василиан (православных), пригород Бучача Нагирянка; 1612 год
- в Каменце на Подолье передала свой дом монахам доминиканцам для обустройства ими монастыря;
- в вечер святого Валентина 1643 года во львовском замке сделала вклад размером 2000 злотых под 8 % годовых для фарного костела в Бучаче (настоятель храма — ксендз Броновский).

## Браки и дети

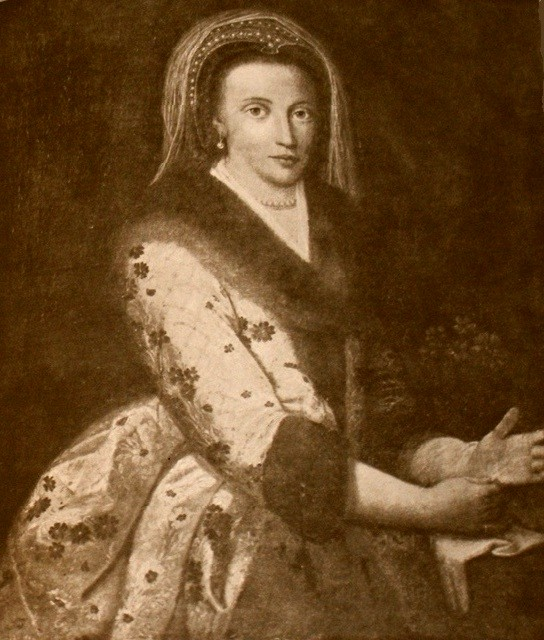
Мария Могилянка

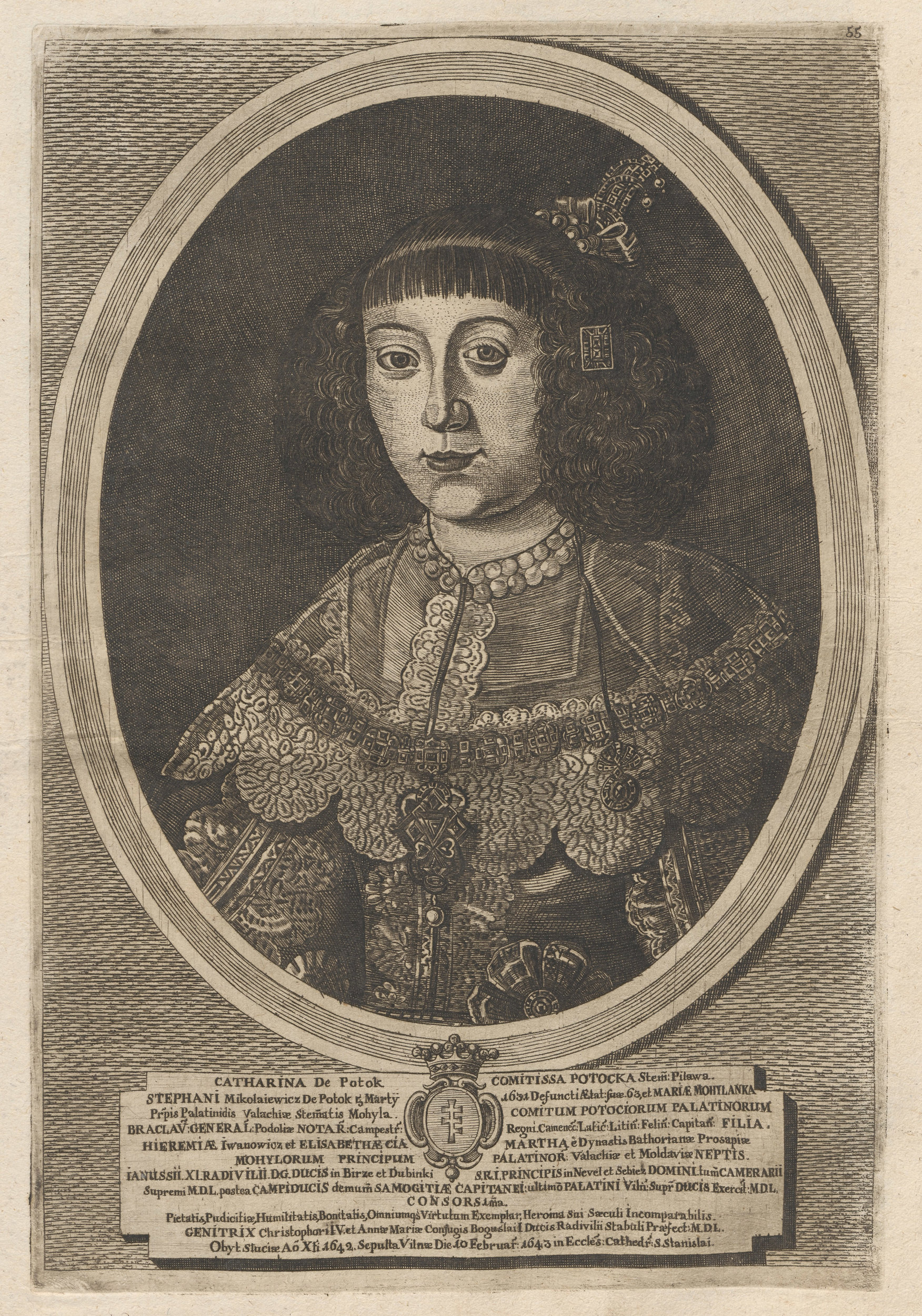
Дочь Екатерина Радзивилл

В браке со Стефаном Потоцким (1606 г.) родила 7 детей:
- Екатерина Потоцкая (ок. 1616—1642) — жена с 1638 года гетмана великого литовского и воеводы виленского Януша Радзивилла, известная своей красотой[11]
- Анна Потоцкая (ум. 1695) — после 1640 была трижды замужем: с брацлавским воеводой Домиником Александером Казановским, литовским подскарбием Богуславом Слушкой, киевским воеводой Михалом Ежи Станиславским ;
- Петр Потоцкий (до 1629—1648) — староста снятынский
- Павел Потоцкий (ум. 1674/1675) — каштелян каменецкий, историк;
- Януш Потоцкий (между 1616 и 1618—1675) — воевода брацлавский
- София Потоцкая (1618 — ?) — монахиня;
- Доминик Потоцкий.

После смерти Стефана Потоцкого Мария Амалия вступила в брак с маршалком Коронного трибунала Николаем Фирлеем (1588—1635). Польский историк Владислав Лозинский указывал, что она вышла замуж и в третий раз — за князя Константина Вишневецкого.